# Comuna Sălătrucel, Vâlcea
Sălătrucel este o comună în județul Vâlcea, Muntenia, România, formată din satele Pătești, Sălătrucel (reședința), Seaca și Șerbănești. În apropierea sa se află orașul Călimănești și Masivul Cozia.

## Demografie
Componența etnică a comunei Sălătrucel
     Români (92,6%)
     Alte etnii (0,52%)
     Necunoscută (6,88%)
Componența confesională a comunei Sălătrucel
     Ortodocși (91,82%)
     Alte religii (0,57%)
     Necunoscută (7,61%)
Conform recensământului efectuat în 2021, populația comunei Sălătrucel se ridică la 1.932 de locuitori, în scădere față de recensământul anterior din 2011, când fuseseră înregistrați 1.983 de locuitori. Majoritatea locuitorilor sunt români (92,6%), iar pentru 6,88% nu se cunoaște apartenența etnică. Din punct de vedere confesional, majoritatea locuitorilor sunt ortodocși (91,82%), iar pentru 7,61% nu se cunoaște apartenența confesională.

## Politică și administrație
Comuna Sălătrucel este administrată de un primar și un consiliu local compus din 11 consilieri. Primarul, Vasile-Dorel Ancuța[*], de la Partidul Național Liberal, este în funcție din octombrie 2020. Începând cu alegerile locale din 2024, consiliul local are următoarea componență pe partide politice:
|  | Partid                          | Consilieri | Componența Consiliului | Componența Consiliului | Componența Consiliului | Componența Consiliului | Componența Consiliului |
|  | ------------------------------- | ---------- | ---------------------- | ---------------------- | ---------------------- | ---------------------- | ---------------------- |
|  | Partidul Național Liberal       | 5          |                        |                        |                        |                        |                        |
|  | Partidul Social Democrat        | 3          |                        |                        |                        |                        |                        |
|  | Alianța pentru Unirea Românilor | 1          |                        |                        |                        |                        |                        |
|  | Uniunea Salvați România         | 1          |                        |                        |                        |                        |                        |
|  | Partidul Puterii Umaniste       | 1          |                        |                        |                        |                        |                        |